# Église Saint-Georges d'Addis-Abeba
L’église Saint-Georges d'Addis-Abeba est un édifice religieux de l'Église apostolique arménienne situé à Addis-Abeba, en Éthiopie, dans le quartier de Piazza (district d'Arada). Consacrée en 1935, elle a été construite pour la communauté arménienne d'Addis-Abeba et financée par l'homme d'affaires Mihran Mouradian.